# Großstadelhofen
Großstadelhofen ist eine von sieben Ortschaften der Stadt Pfullendorf im Landkreis Sigmaringen in Baden-Württemberg, Deutschland.

## Geographie

### Geographische Lage
Das namengebende Dorf des Stadtteils liegt etwa vier Kilometer südlich der Stadtmitte von Pfullendorf auf der Jungmoränenplatte. und oberhalb des Furtbachtobels noch etwas weiter im Süden. Er ist Teil des Oberen Linzgaus und grenzt mit der Furtmühle im Bachtal bereits an Kirnbach, der Furtbach bildet hier die Kreisgrenze zum Bodenseekreis. Bei der Eingemeindung der Ortsteile an die Stadt Pfullendorf hat Großstadelhofen die größte Waldfläche miteingebracht.

### Ausdehnung des Gebiets
Die Gesamtfläche der Gemarkung Großstadelhofen umfasst 1003 Hektar, das damit der nach Fläche viertgrößte Pfullendorfer Ortsteil ist, mit jedoch wenig an Besiedlung.

### Schutzgebiete
Östlich des Dorfes Großstadelhofen befindet sich das Egelsee-Ried im Naturraum Oberschwäbisches Hügelland, bei einer Höhenlage von 660 m ü. NN bis 675 m ü. NN. Das Egelsee-Ried wurde am 12. Juli 1983 zum Naturschutzgebiet erklärt. Das 5,29 Hektar große Naturschutzgebiet ist vollständig in Landesbesitz. Es besteht aus einem Niedermoor und einer von 1972 bis 1982 betriebenen und inzwischen stillgelegten Kiesgrube.

### Teilorte

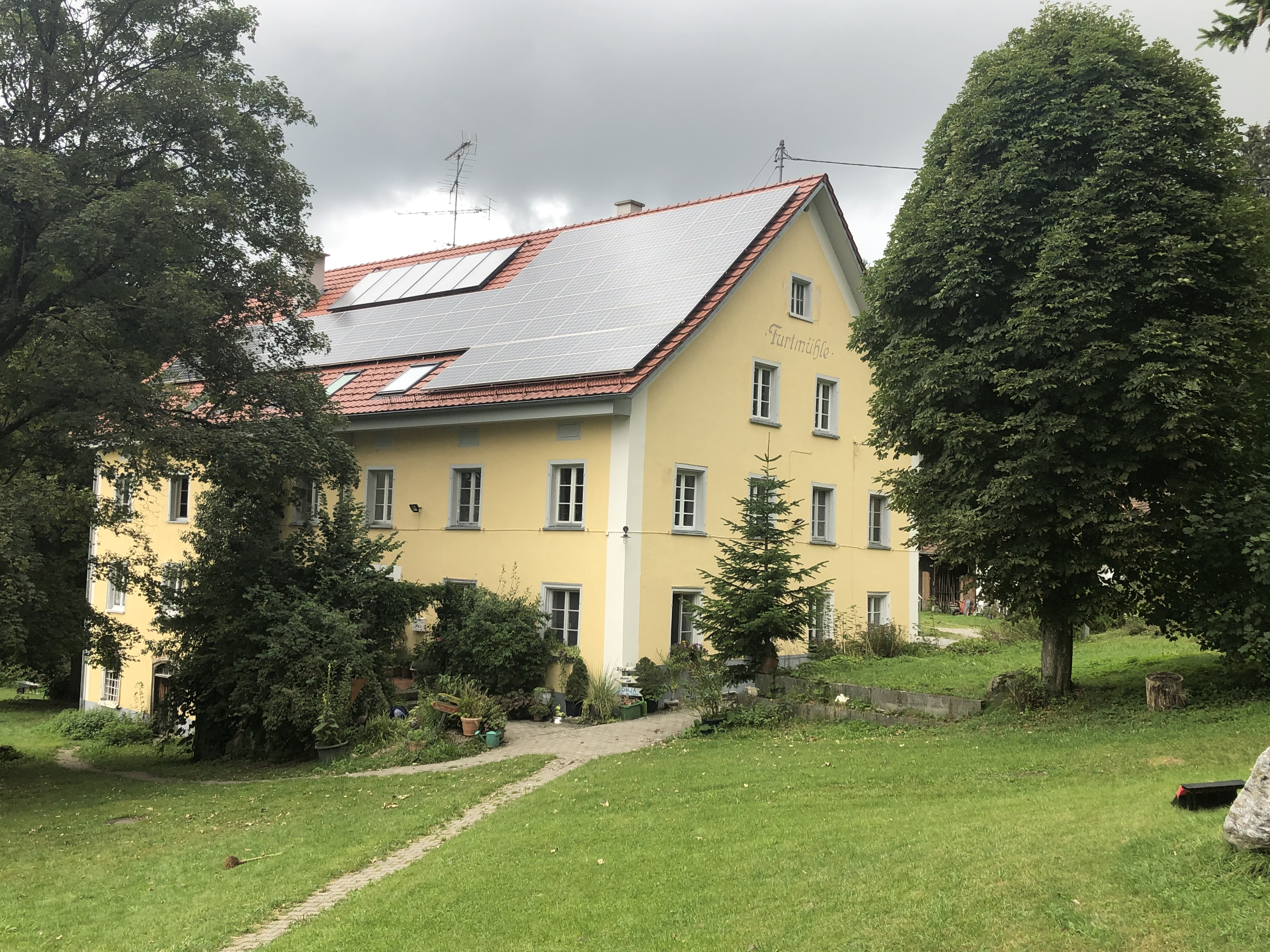
Furtmühle (2020)

Zur Ortschaft Großstadelhofen gehören das Dorf Großstadelhofen, die Weiler Kleinstadelhofen, Sylvenstal und Wattenreute, die Höfe Egelsee und Krähenried sowie das Haus Furtmühle.

## Geschichte
Stadelhofen fand erstmals um 1209 (bis spätestens um 1220) als villa Stadilhovin in einem Verzeichnis entfremdeter Güter, Vogteien und Leute Erwähnung, das sich unter den Urkunden des Klosters Weißenau befindet. Die Urkunde wurde ohne Orts- und Zeitangabe verfasst, bezieht sich aber laut Historiker nicht auf dem Kloster entfremdete Güter, sondern auf staufische Besitzungen aus der gräflich Pfullendorfer Erbschaft, welche die Könige Philipp, Otto IV. und Friedrich II. veräußert hatten. Die erste Erwähnung erfuhr der Ort, als die Weiler Stadelhofen und Sahlenbach sowie zwei Wälder bei der Stadt Pfullendorf, die insgesamt 20 Pfund erbrachten, veräußert wurden und sich nunmehr im Besitz der Herren von Rosna befanden. Dieser undatierte Verkauf wird daher nicht vor 1209 (rex Philippus bone memorie; 1208 starb Philipp) stattgefunden haben, eher aber in einem der folgenden Jahre bis zum Tod Otto IV. im Jahre 1218 und Friedrichs Verlassen von Deutschland 1220. Urkundlich kann auch eine Unterscheidung zwischen Klein- und Großstadelhofen nachgewiesen werden: 1337 zuo dem klainen Stadelhoven (= Kleinstadelhofen) und 1475 Großstadelhoffen (= Großstadelhofen). Im Jahr 1381 verkauften die Pfullendorfer Bürger Konrad der Schmit von Stadelhofen und sein gleichnamiger Sohn an die Walder Pitanz ihr Gut bestehend aus einem Haus mit Garten und Acker.
Stadelhofen wurde im 14. Jahrhundert vom Niederadelsgeschlecht der Herren Gremlich von Pfullendorf erworben. Ein Konrad Gremlich von Krauchenwies verkaufte 1446 den Grafen von Werdenberg-Heiligenberg Groß- und Kleinstadelhofen und die Vogteien über Sylvenstal, Wattenreute und Krähenried, doch konnte seine Witwe 1475 an Anton von Neuneck dieselben Güter verkaufen. 1476 erfolgte der Weiterverkauf an das Spital Pfullendorf. Die Hochgerichtsbarkeit lag bei der Grafschaft Heiligenberg, die Niedergerichtsbarkeit nach 1476 bei der Stadt Pfullendorf.
1475 wird ein Burgstall erwähnt, jedoch ist kein nach dem Ort benannter Adel bekannt. Es könnte sich dabei um eine frühmittelalterliche Ringwallanlage, als Burg Großstadelhofen bezeichnet, handeln. Bei ihr soll es sich der Sage nach um die Burg der Hildegard vom Linzgau (758–783), der Frau Kaiser Karls des Großen, handeln, deshalb auch „Hildegardisburg“ genannt. Laut Überlieferung, die aber erst im 17. Jahrhundert aufgeschrieben wurde, vergab Hildegard der Kirche zu Pfullendorf Güter und der Gemeinde zu Stadelhofen einen Wald, den Efpan.
1535 ging die Grafschaft Heiligenberg an die Fürstenberger über. Großstadelhofen war bis 1803 fürstenbergisches Territorium, zugleich aber auch bis 1803 eines von fünf Ämtern der Spitalverwaltung Pfullendorf. Die Bauern waren Leibeigene des Spitals. Erst 1834 erfolgt die Umwandlung von Lehen in freies Eigentum, die Bauernhöfe waren nun im Privatbesitz freier Bauern.
Die Napoleonischer Zeit brachte 1803 durch den sogenannten Reichsdeputationshauptschluss die Mediatisierung der freien Reichsstadt Oberschwabens auf den Weg. Pfullendorf büßte seine Reichsunmittelbarkeit ein und kam unter die Landeshoheit des Hauses Baden. Das Spital verlor seine Dörfer und die badischen Beamten mussten ihren Dienst in den ehemals spitälischen Dörfern die Herrschaft antreten. Infolgedessen wurde Stadelhofen großherzöglich-badische Vogtei im Bezirksamt Pfullendorf und gehörte fortan zum Seekreis mit Sitz in Konstanz.
Am 1. April 1923 wurde Kleinstadelhofen, Sylvenstal und Wattenreute Großstadelhofen zugeordnet. Nachdem Krähenried aus der Gemeinde Denkingen herausgelöst wurde, wurde der Ort ebenfalls ab dem 1. April 1923 Großstadelhofen zugeordnet.
1936 wurde die selbstständige Gemeinde dem Bezirksamt Überlingen (ab 1939 Landkreis Überlingen) zugeschlagen.
Die Landgemeinde wurde am 1. Januar 1973 im Zuge der Kreisreform Baden-Württemberg der Stadt Pfullendorf zugeschlagen. Seitdem gehört der Ort dem neu gebildeten Kreis Sigmaringen an.

### Ortsname
Der Ortsname leitet sich vom althochdeutschen Wort „stadal“ (= Scheune). ab, die um einen Hof zum „Stadelhof“ erweitert wurde. Stadelhofens Endung auf „-hofen“ gibt einen Hinweis auf die Entstehungszeit der Siedlung: Sie erfolgte, wie für den inneren Linzgau üblich, bei Ortsnamen mit der Endung „-dorf“, „-hausen“, und „-hofen“, wohl im 6. und 7. Jahrhundert.

### Einwohner
In Großstadelhofen und seinen Weilern leben aktuell 412 Einwohner, das entspricht rund 170 Haushalten (Stand: Mai 2015). Davon leben 211 in Großstadelhofen, 70 in Kleinstadelhofen, 64 in Sylvenstal, 59 in Wattenreute und 8 in den Höfen Krähenried und Egelsee. Der Teilort wächst kontinuierlich, 1973 bei der Eingemeindung waren es 330 Einwohner.

## Religion

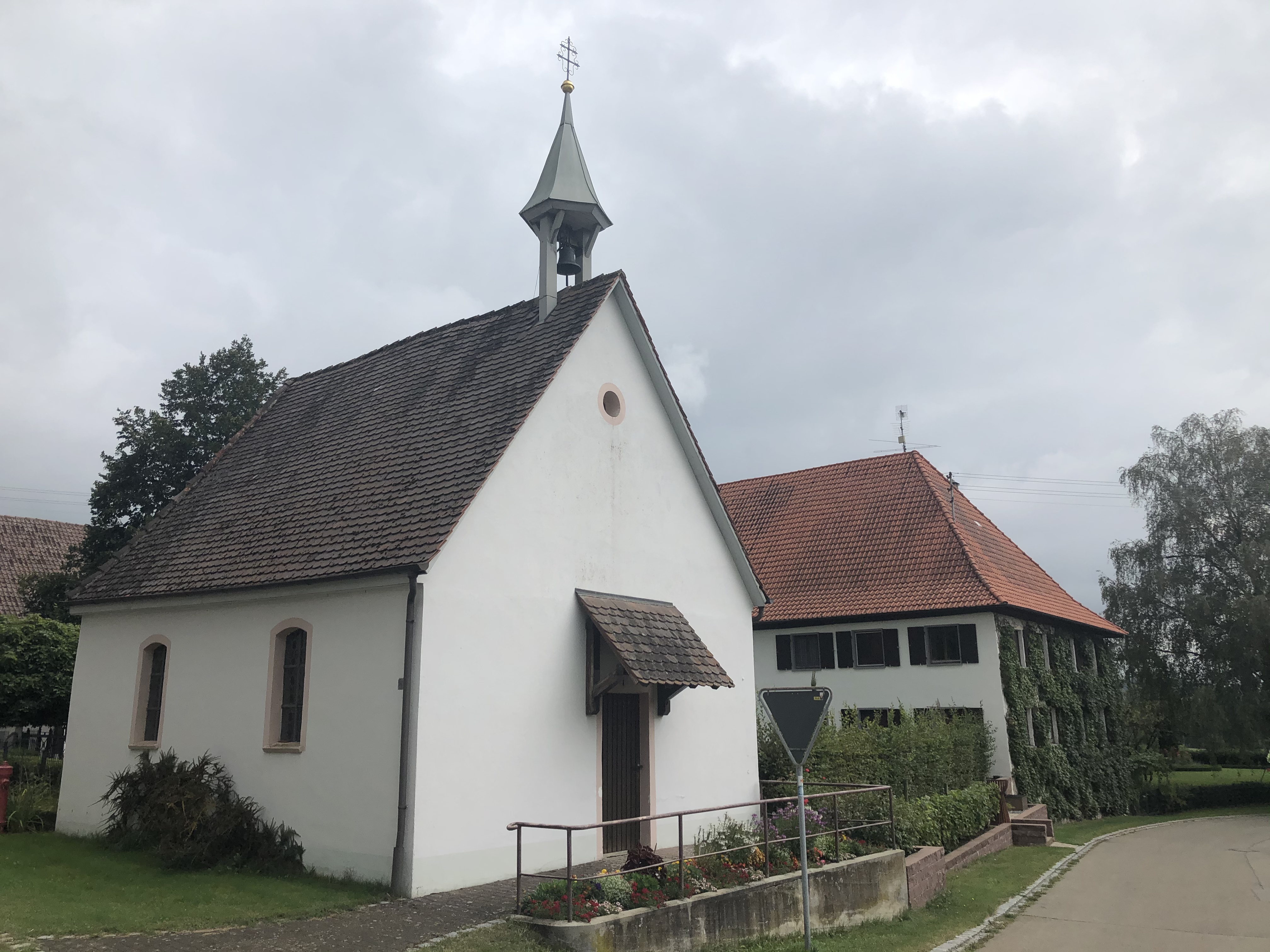
Kapelle in Großstadelhofen

Großstadelhofen ist Filial der katholischen Pfarrei Aftholderberg (Gemeinde Herdwangen-Schönach). Evangelische Christen gehören zur Gemeinde in Pfullendorf.

## Politik

### Ortschaftsrat
Die Ortschaft Großstadelhofen hat einen eigenen Ortschaftsrat, der aus sieben ehrenamtlich tätigen Ortschaftsräten inklusive eines Ortsvorstehers als Vorsitzenden besteht. Sitz der Ortsverwaltung ist das 1993 erbaute Dorfgemeinschaftshaus in Großstadelhofen. Der Ortschaftsrat wird direkt vom Volk gewählt. Die Wahlperiode dauert fünf Jahre.

### Ortsvorsteher
- seit 1999: Armin Haug (CDU)[20]

### Wappen
Das Wappen von Großstadelhofen zeigt in gespaltenem Schild vorne in Gold ein halber, rot bewehrter, rot bezungter schwarzer Adler am Spalt, hinten in Rot ein goldenes Schwert.

## Kultur und Sehenswürdigkeiten

### Museen
Das Bauernmuseum Großstadelhofen ist eine private Sammlung der Familie Josef Müller, die das bäuerliche Landleben der letzten beiden Jahrhunderte darstellt.

### Bauwerke
- Die katholische Martinskapelle in Großstadelhofen wurde 1482 erbaut und 1967 renoviert. Sie ist dem Heiligen Martin geweiht.[4]
- Die Kapelle St. Florian in Wattenreute wurde 1718 erbaut. Sie findet sich auch als Motiv auf der Fahne der Freiwilligen Feuerwehr wieder.[4]
- Das Alte Bauernhaus in der Schlossbühlstraße in Großstadelhofen wurde im Schwarzwald abgebrochen und am heutigen Standort wieder aufgebaut.[4]
- Die frühmittelalterliche Burg Großstadelhofen ist eine doppelte Ringwallanlage in Spornlage mit erhaltenen Wällen und Gräben im Gewann „Schloßbühl“ rund 300 Meter südlich des Dorfes.[10]

### Sonstiges
Großstadelhofen liegt am Linzgauer Jakobsweg, einer Etappe des Via Beuronensis. Die Furtmühle im Furtbachtobel war früher eine Sägemühle und ist heute Pilgerherberge für Jakobswegpilger sowie ein Hilfezentrum für tierpädagogische und erlebnispädagogische Arbeit mit Kindern, Jugendliche und Familien, die aufgrund ihrer biografischen Situation einer professionellen pädagogischen Betreuung bedürfen.

### Regelmäßige Veranstaltungen
- Vatertagsfest der Feuerwehr an Christi Himmelfahrt[22]
- Dorffest in Kleinstadelhofen[22]

### Vereine
- Der Fanfarenzug Großstadelhofen e. V. wurde 1965 gegründet.
- Der Chor Chips & Flips ist in Großstadelhofen beheimatet und probt im Dorfgemeinschaftshaus.

## Wirtschaft und Infrastruktur
Großstadelhofen war früher fast ausschließlich landwirtschaftlich geprägt. In der Zwischenzeit haben sich diverse Unternehmen und Handwerksbetriebe angesiedelt. Am auffälligsten ist die ZG-Agrar in Krähenried mit ihren großen Silos. Die Zahl der Vollerwerbslandwirte ist dagegen stark zurückgegangen. Bekannt sind jedoch zwei Direktvermarkter: der Naturland-Geflügelhof in Großstadelhofen und der Kartoffelhof in Kleinstadelhofen.

### Bildung
In der Wolfsgrube liegt mitten in der freien Natur der Wald- und Wiesenkindergarten.

## Persönlichkeiten
- Makeleta Stephan (* 1978), tongaische Skilangläuferin und WM-Teilnehmerin (2015)
- Ernst Stecher († 2001), holte beim Weltcup 1987 im Team der deutschen Nationalmannschaft Gold im Armbrustschießen.[4][23][24][25]